# Mubarak Wakaso
Mubarak Wakaso - em árabe, مبارك واكاسو (Tamale, 25 de julho de 1990), é um futebolista ganês que atua como meia. Atualmente, defende o 
Shenzhen FC.

## Carreira em clubes

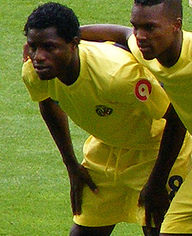
Wakaso no Villarreal, em 2011.

Revelado nas categorias de base do SC Adelaide, Wakaso profissionalizou-se em 2007, no Ashanti Gold, mas seus registros de jogos pela equipe são desconhecidos.
Em 2008, foi para a Espanha defender o Elche, porém teve que aguardar 2 meses para fazer sua estreia. Após 58 partidas e um gol, foi liberado pelos Franjiverdes em janeiro de 2011 e assinou com o Villarreal em fevereiro do mesmo ano, participando de cinco jogos pela equipe B. Alçado ao time principal do Submarino Amarelo, fez 17 partidas e não fez gols.
Em julho de 2012, foi contratado pelo Espanyol por 4 temporadas. Porém, ficou apenas um ano na equipe da Catalunha, onde jogou 27 vezes e marcou 3 gols. Em 2013, Wakaso foi vendido para o Rubin Kazan, da Rússia. Com a camisa da equipe do Tartaristão, o meia entrou em campo 20 vezes e fez 2 gols.
Em 2014, foi emprestado ao Celtic, realizando 5 partidas. Na temporada seguinte, voltou ao futebol espanhol, desta vez para defender o Las Palmas (também por empréstimo), atuando em 24 jogos oficiais e marcando 2 gols.
Em 2016, Wakaso assinou um contrato de três anos com o Panathinaikos, ficando apenas uma temporada e sendo emprestado pela terceira vez na carreira, desta vez para o Granada, onde realizou 11 partidas e marcou um gol.
Passou também por Alavés, Jiangsu Suning, Shenzhen FC (que o contratou em abril de 2021 após a extinção do Jiangsu por problemas financeiros) e Eupen (por empréstimo).

## Seleção
Wakaso, que representou a seleção Sub-17 de Gana no Mundial da categoria em 2005 (2 jogos), fez sua estreia pela equipe principal dos Estrelas Negras em outubro de 2012, contra o Malawi, e fez seu primeiro gol em novembro do mesmo ano, em um amistoso contra Cabo Verde.
Convocado para a Copa das Nações Africanas de 2013, Wakaso chamou a atenção por sua regularidade: marcou gols nas quatro partidas que disputou e, embora não tivesse voltado a entrar em campo, foi o artilheiro da competição (empatado com o nigeriano Emmanuel Emenike). Ele ainda participou das edições de 2015 (6 jogos e um gol), 2017 (5 jogos e uma assistência), 2019 (4 jogos) e 2021 (não entrou em campo), além da Copa de 2014, tendo atuado em 2 partidas.

## Títulos
Celtic
- Scottish Premiership: 2014–15[12]
- Copa da Liga Escocesa: 2014–15

Jiangsu Suning
- Campeonato Chinês: 2020[13]

### Individuais
- Artilheiro da Copa das Nações Africanas de 2013 (4 gols)[14]
- Melhor Onze da Copa das Nações Africanas de 2017[15]